# Cat Ferguson
Pour les articles homonymes, voir Ferguson.
Cat Ferguson née le 27 avril 2006 à Skipton, est une coureuse cycliste britannique. Elle court sur route, sur piste et en cyclo-cross.

## Biographie
Originaire de Skipton dans le Yorkshire, elle fréquente la South Craven High School. Elle commence à faire du VTT lorsqu'elle est enfant avec son père sur les sentiers locaux du Yorkshire. Dans sa jeunesse, elle pratique également le ski en compétition, se spécialisant dans le slalom.
Chez les moins de 16 ans, elle décroche en cyclisme de nombreux titres nationaux : le critérium sur route en 2021 et 2022, la course à l'américaine sur piste en 2021 et 2022 (avec Carys Lloyd), ainsi que le titre en cyclo-cross en 2022. En juillet 2022, elle obtient deux médailles d'or sur la course en ligne et le contre-la-montre du Festival olympique de la jeunesse européenne.
Elle fait partie ensuite des meilleures cyclistes de la catégorie des juniors (17/18 ans) en 2023 et 2024 au sein du club Shibden Hopetech Apex. En février 2023, elle est vice-championne du monde de cyclo-cross en relais mixte à Hoogerheide avec l’équipe nationale britannique. Sur route, elle gagne pour ses débuts en Coupe des Nations au Piccolo Trofeo Alfredo Binda à l'âge de 16 ans. Deuxième de Gand-Wevelgem juniors derrière sa compatriote Izzy Sharp, elle remporte ensuite le Tour des Flandres juniors et devient championne de Grande-Bretagne du contre-la-montre juniors. En août, elle est vice-championne du monde sur route juniors à Glasgow, derrière la Française Julie Bego. Lors de la saison de cyclo-cross 2023-2024, elle est championne de Grande-Bretagne juniors et termine deuxième de la Coupe du monde juniors derrière la Française Célia Gery, où elle gagne deux manches. Elle est également battue par Gery au championnat du monde et d'Europe, où elle doit se contenter à chaque fois de la médaille d'argent. En relais mixte, elle décroche aussi l'argent lors de ces deux championnats. Fin 2023, il est annoncé que Ferguson rejoindra l'équipe Movistar en août 2024 en tant que stagiaire avant de devenir professionnelle à temps plein avec un contrat de trois ans à partir de 2025. Elle continue à courir pour son équipe junior britannique Shibden Hopetech Apex, mais participe également aux camps d'entraînement Movistar tout en travaillant avec leur équipe de performance. 
En 2024, pour sa deuxième année chez les juniors, elle décroche sur piste deux titres mondiaux (poursuite par équipes et omnium) et un titre européen (la course à l'américaine). Lors de la saison junior sur route, elle domine la catégorie, remportant notamment trois manches de la Coupe des Nations, ainsi que le titre national. Elle se classe dans les deux premières de toutes les courses UCI où elle est au départ. Le 8 septembre 2024, alors qu'elle fait ses débuts comme stagiaire chez Movistar, elle réussit l'exploit de terminer deuxième au sprint du Grand Prix de Fourmies face aux professionnelles, en étant toujours officiellement chez les juniors. Douze jours plus tard, elle remporte au sprint la première étape du Tour de la Semois, son premier succès professionel, puis enchaine avec une victoire sur Binche-Chimay-Binche. Lors des mondiaux sur route juniors à Zurich, elle remporte les deux titres sur la course en ligne et le contre-la-montre, réalisant un rare doublé.
Lors de l'hiver 2024-2025, elle court principalement en cyclo-cross dans la catégorie des espoirs (moins de 23 ans). Elle se classe deuxième du championnat de Grande-Bretagne de cyclo-cross (à cinq secondes de Xan Crees) et remporte de ce fait le titre pour les espoirs. Le 31 janvier, à Liévin, elle est sacrée championne du monde de cyclo-cross en relais mixte. Sur route, Ferguson rejoint l'équipe Movistar à temps plein, terminant troisième du Trofeo Alfredo Binda-Comune di Cittiglio pour ses débuts sur une course World Tour. Plus tard cette année-là, elle remporte la Classique de Navarre au sprint. En juin, elle décroche à domicile sa première victoire sur le World Tour, lors de la troisième étape du Tour de Grande-Bretagne, devenant ainsi la plus jeune coureuse à s'imposer sur le circuit. Devancée par Ally Wollaston lors des sprints bonifications de la dernière étape, Ferguson termine la course à la deuxième place au classement général, mais remporte les classements par points et de la meilleure jeune.

## Palmarès sur route

### Par années
- 2022
  -  Médaillée d'or de la course en ligne au Festival olympique de la jeunesse européenne
  -  Médaillée d'or du contre-la-montre au Festival olympique de la jeunesse européenne
- 2023
  -  Championne de Grande-Bretagne du contre-la-montre juniors
  - Piccolo Trofeo Alfredo Binda
  - 2e étape du Tour du Gévaudan Occitanie
  - Tour des Flandres juniors
  - 1re étape de la Bizkaikoloreak
  -  Médaillée d'argent du championnat du monde sur route juniors
  - 2e du championnat de Grande-Bretagne du critérium
  - 2e de Gand-Wevelgem juniors
  - 2e de la Bizkaikoloreak
  - 3e du championnat de Grande-Bretagne sur route juniors
  - 3e du Circuit de Borsele juniors
  - 10e du championnat du monde du contre-la-montre juniors
- 2024
  -  Championne du monde sur route juniors
  -  Championne du monde du contre-la-montre juniors
  -  Championne de Grande-Bretagne sur route juniors
  - Circuit de Borsele juniors : 
    - Classement général
    - 1re étape (contre-la-montre)

  - Tour du Gévaudan Occitanie : 
    - Classement général
    - 1re et 2e étapes

  - Bizkaikoloreak : 
    - Classement général
    - 1re et 2e étapes

  - 1re étape du Tour de la Semois
  - Binche-Chimay-Binche
  - 2e du Piccolo Trofeo Alfredo Binda
  - 2e du Lincoln Grand Prix
  - 2e du Tour des Flandres juniors
  - 2e du Grand Prix de Fourmies
  - 2e du Lincoln Grand Prix
- 2025
  - Classique de Navarre
  - 3e étape du Tour de Grande-Bretagne
  - 2e du Tour de Grande-Bretagne
  - 3e du Trofeo Alfredo Binda-Comune di Cittiglio

### Résultats sur les grands tours

#### Tour d'Espagne
1 participation
- 2025 : 64e

### Classements mondiaux
| Année                                 | 2024 |
| ------------------------------------- | ---- |
| Classement UCI                        | 145e |
|                                       |      |
| Légende : nc = non classéSource : UCI |      |

## Palmarès en cyclo-cross
- 2022-2023
  - National Trophy Series juniors #1, Derby
  - National Trophy Series juniors #5, Broughton Hall
  - Andover Supercross juniors
  -  Médaillée d'argent du championnat du monde de cyclo-cross en relais mixte
  - 4e du championnat d'Europe de cyclo-cross juniors
  - 6e du championnat du monde de cyclo-cross juniors
- 2023-2024
  -  Championne de Grande-Bretagne de cyclo-cross juniors
  - Coupe du monde juniors #1, Troyes
  - Coupe du monde juniors #4, Scheldecross
  - Hope Supercross juniors #1, Herrington Country Park
  - Hope Supercross juniors #2, Bradford
  - National Trophy Series juniors #2, Thornton in Craven
  -  Médaillée d'argent du championnat du monde de cyclo-cross en relais mixte
  -  Médaillée d'argent du championnat du monde de cyclo-cross juniors
  -  Médaillée d'argent du championnat d'Europe de cyclo-cross en relais mixte
  -  Médaillée d'argent du championnat d'Europe de cyclo-cross juniors
  - 2e de la Coupe du monde juniors
- 2024-2025
  -  Championne du monde de cyclo-cross en relais mixte
  -  Championne de Grande-Bretagne de cyclo-cross espoirs
  - 2e du championnat de Grande-Bretagne de cyclo-cross

## Palmarès sur piste

### Championnats du monde
| Édition / Épreuve      | Poursuite par équipes | Omnium |
| Luoyang 2024 (juniors) | Or                    | Or     |

### Championnats d'Europe
| Édition / Épreuve      | Poursuite par équipes | Américaine | Omnium |
| Anadia 2023 (juniors)  | Bronze                |            | Argent |
| Cottbus 2024 (juniors) | Argent                | Or         |        |

### Championnats de Grande-Bretagne
- 2024
  - 3e du scratch